# Greatest Hits: My Prerogative
Greatest Hits: My Prerogative es el primer álbum de grandes éxitos de la cantante estadounidense Britney Spears, lanzado por Jive Records durante noviembre de 2004. El set reunió a los sencillos principales de los cuatro primeros álbumes de estudio de la cantante: ...Baby One More Time (1999), Oops!... I Did It Again (2000), Britney (2001) e In the Zone (2003), e incorporó tres producciones adicionales del dúo sueco Bloodshy & Avant: «My Prerogative», «I've Just Begun (Having My Fun)» y «Do Somethin'». El primer tema se desprendió como el sencillo principal del álbum, tras lo cual se convirtió en un éxito número uno en Finlandia, Irlanda, Italia y Noruega, se ubicó entre los diez primeros lugares en varios mercados de importancia y consiguió certificaciones de oro en Australia y Noruega.
Tras su publicación, Greatest Hits: My Prerogative debutó en las primeras posiciones en las listas de éxitos de alrededor del mundo. De manera particular, durante su semana de lanzamiento vendió 255 000 copias en los Estados Unidos, donde debutó en el cuarto puesto del principal listado de éxitos del país, Billboard 200. Según Nielsen SoundScan, vendió 1,8 millones de copias en el país, mientras que según un sitio oficial de la cantante, vendió 5,6 millones de copias alrededor del mundo.

## Recepción crítica
Annabel Leathes de la BBC criticó las versiones del álbum al señalar: «Como en la mayoría de los álbumes recopilatorios, en Greatest Hits: My Prerogative encontrarás un par de versiones que están al acecho entre las canciones buenas. La readaptación estúpida de "My Prerogative" de Bobby Brown y un intento pobre en "I Love Rock 'N' Roll" de Joan Jett constituyen la cuota de Britney Spears».

## Rendimiento comercial
Tras su lanzamiento, Greatest Hits: My Prerogative debutó en las primeras posiciones de los principales rankings semanales de ventas de álbumes de alrededor del mundo. Ello le llevó a convertirse, en menos de dos meses, en el 13º álbum más vendido alrededor del mundo en el año 2004.
En Estados Unidos, la semana del 27 de noviembre de 2004, Greatest Hits: My Prerogative debutó y marcó su peak en la posición N.º 4 de la Billboard 200, el ranking semanal de ventas de álbumes más importante del país. Ello se debió a que este vendió 255 mil copias en su primera semana en Estados Unidos. Aunque la semana del 27 de noviembre de 2004 fue una semana de numerosos debuts en el top 10 de la Billboard 200, solo tres álbumes superaron al debut de Greatest Hits: My Prerogative. Ellos fueron: Encore de Eminem, Greatest Hits de Shania Twain y Greatest Hits 2 de Toby Keith; los cuales debutaron en las posiciones N.º 1, N.º 2 y N.º 3 de la Billboard 200, con elevadas ventas de 711, 530 y 435 mil copias, respectivamente. Con ello, Greatest Hits: My Prerogative se convirtió en el primer álbum de Britney Spears que no logró debutar en la posición N.º 1 de la Billboard 200.
Tras su debut, descendió rápidamente de la Billboard 200, permaneciendo solo su primera semana en el top 10 de esta. Pese a ello, el jueves 9 de diciembre de 2004, a un mes exacto de haber sido lanzado, Greatest Hits: My Prerogative fue certificado Platino por la RIAA, tras vender más de 1 millón de copias en el país. No obstante, según Nielsen SoundScan, Greatest Hits: My Prerogative vendió 1,8 millones de copias en los Estados Unidos, hasta principios de 2019, siendo el álbum recopilatorio más exitoso de Spears en el país.
Greatest Hits: My Prerogative permaneció durante un período de 30 semanas consecutivas en la Billboard 200; siendo la semana del 11 de junio de 2005, la última de ellas. No obstante, la semana del 16 de octubre de 2010, este debutó en la posición N.º 43 del ranking semanal Catalog Albums de la revista Billboard; ranking que se encarga de ubicar a los álbumes que han figurado en la mitad inferior de la Billboard 200, durante 18 semanas consecutivas, o que después de dicho período no han figurado en la Billboard 200, luego de haberlo hecho. Por su parte, el debut de Greatest Hits: My Prerogative en el ranking Catalog Albums, se debió al éxito del capítulo Britney/Brittany de la serie Glee, que batió récords de audiencia en los Estados Unidos tras haber sido transmitido el martes 28 de septiembre de 2010 por el canal de televisión por cable Fox.

## Promoción

### Sencillos

#### «My Prerogative»
«My Prerogative», la versión que dio título al álbum, fue el primer y, solo en el caso de Estados Unidos, único sencillo de este. Su estreno fue realizado en la radios de Estados Unidos, el miércoles 15 de septiembre de 2004, siete semanas antes del lanzamiento de Greatest Hits: My Prerogative en el país. A esta le siguieron las fechas de sus lanzamientos radiales, materiales y digitales alrededor del mundo, los cuales fueron realizados durante el último cuatrimestre del año 2004. Ello, en un período en el que también eran lanzados numerosos éxitos de artistas estadounidenses, incluidos «Just Lose It», del rapero Eminem, y «What You Waiting For?», de la cantante Gwen Stefani. Con todo, «My Prerogative» se convirtió en el décimo sexto y en el décimo séptimo sencillo de Britney Spears en países importantes de la industria musical, como los Estados Unidos y el Reino Unido, respectivamente; en el segundo sencillo de la cantante producido por el dúo sueco Bloodshy & Avant, después de «Toxic»; y en el segundo cover de Britney Spears lanzado como sencillo, después de «I Love Rock 'N' Roll».
Por su parte, su elogiado vídeo musical fue dirigido por el experimentado director estadounidense Jake Nava, quien trabajó por primera vez con Britney Spears y quien volvería a trabajar con ella en el año 2009, como director del vídeo musical de «If U Seek Amy». Su oscura e insinuante línea argumental empieza mientras la cantante conduce su coche a toda velocidad y cae de lleno en la piscina de la gran mansión en donde se llevará a cabo su boda. Luego la cantante se asoma a la superficie del agua y se retuerce bailando sobre el capó hundido del coche. Las escenas siguientes muestran a una sexy y desafiante Britney Spears que, finalmente, se casa con su entonces novio, el bailarín Kevin Federline; un acontecimiento que también ocurrió en la vida real, el sábado 18 de septiembre de 2004. Todo ello mientras se muestran escenas paralelas en las que Britney Spears solo viste ropa interior, y se retuerce en una cama, al estilo del vídeo musical de «Like a Virgin» de Madonna.
Respaldado por el éxito considerable de los tres sencillos internacionales de In the Zone, «My Prerogative» se alzó como un éxito N.º 1 en Finlandia, Irlanda, Italia y Noruega; como un top 10 instantáneo en Alemania, Australia, Austria, las regiones de Flandes y Valonia de Bélgica, Dinamarca, los Países Bajos, el Reino Unido, Suecia y Suiza; y como un modesto top 20 en Francia y Nueva Zelanda. De manera específica, en el Reino Unido, este debutó y marcó su peak, la semana del 7 de noviembre de 2004, en la posición N.º 3 de la UK Singles Chart. Ello, la misma semana en la que «Just Lose It» de Eminem debutó en la posición N.º 1 de la misma. De manera paralela, «My Prerogative» recibió las certificaciones de Oro de las asociaciones ARIA e IFPI, en Australia y Noruega, respectivamente. Ello, por sus elevadas ventas legales en dichos países. No obstante, en Estados Unidos este no corrió la misma suerte, pues ni siquiera consiguió entrar en el Hot 100 de Billboard; ranking en el que sólo dos sencillos anteriores de Britney Spears lanzados en el país no habían conseguido entrar anteriormente: «I'm Not a Girl, Not Yet a Woman» y «Boys».

#### «Do Somethin'»

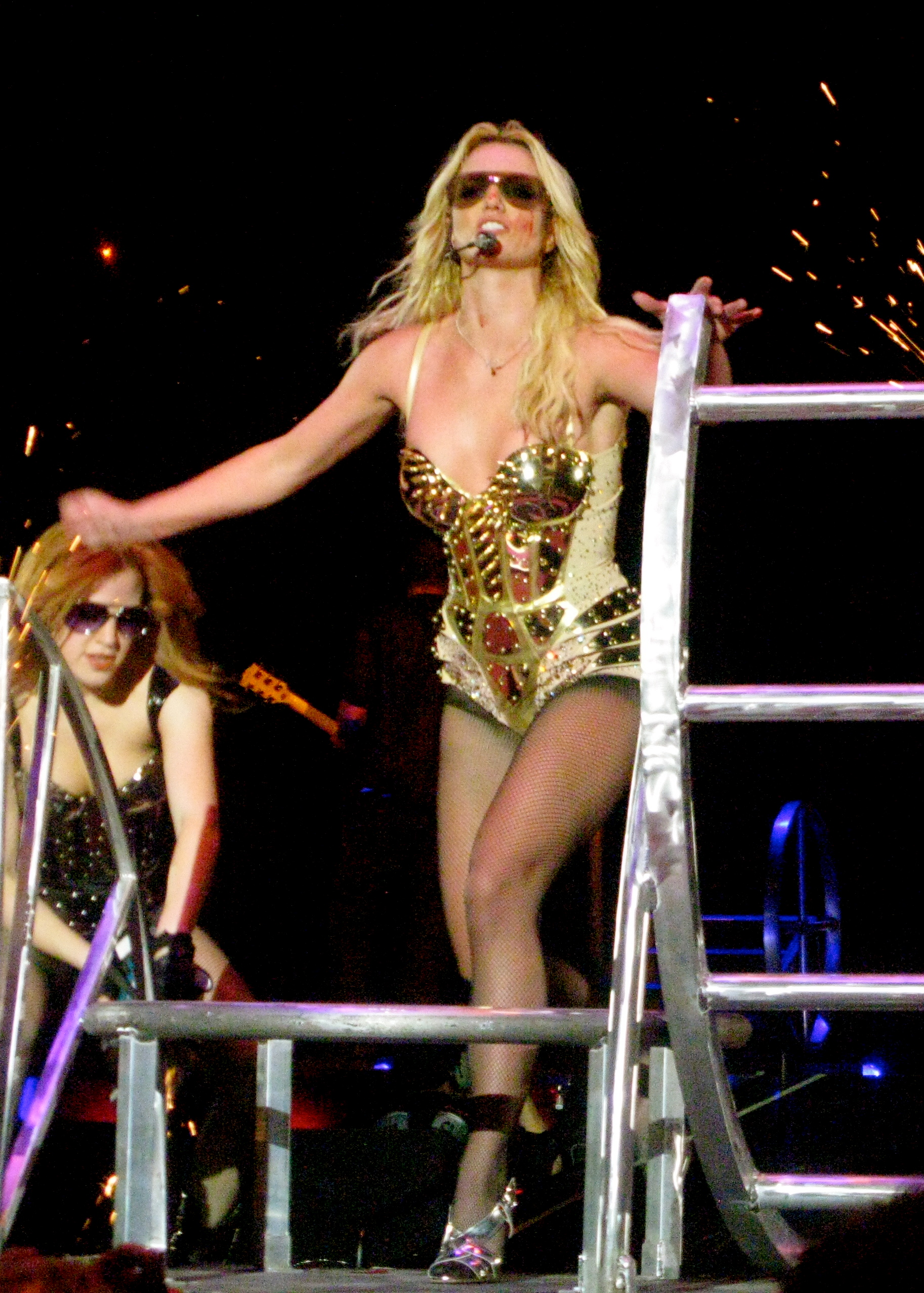
Britney Spears interpretando «Do Somethin» en el año 2009, en los primeros espectáculos de la gira The Circus Starring: Britney Spears.

«Do Somethin'» fue, fuera de Estados Unidos, el segundo y último sencillo de Greatest Hits: My Prerogative. La canción no había sido planeada para su lanzamiento, pero Spears quiso grabar un vídeo y tuvo que convencer a su compañía discográfica para ello. Sus lanzamientos radiofónicos, materiales y digitales alrededor del mundo fueron realizados durante el primer cuatrimestre del año 2005, un período en el que también eran lanzados éxitos como «Get Right» de la cantante estadounidense Jennifer Lopez. Con ello, «Do Somethin'» se convirtió en el décimo octavo sencillo de Britney Spears en países como el Reino Unido; y, después de «Toxic» y «My Prerogative», en el tercer sencillo de la cantante producido por el dúo sueco Bloodshy & Avant.
Su vídeo musical fue dirigido por el experimentado director estadounidense Bille Woodruff y por la propia Britney Spears, quien fue acreditada en él bajo el seudónimo Mona Lisa. Con ello la cantante marcó la primera y, hasta ahora, única instancia en su carrera en la que ha figurado en los créditos de dirección de uno de sus vídeos musicales. Por su parte, Bille Woodruff había trabajado en una única oportunidad anterior con Britney Spears. Ello, en el año 1999 como director del vídeo musical de «Born to Make You Happy». Respecto a la línea de historia del vídeo musical de «Do Somethin'», esta inicia con la cantante y sus amigas, montadas en un Hummer rosa que se desplaza por el cielo. Tras ello, las chicas entran a un club, donde todos están sin movilidad, y montan un espectáculo, mientras son grabadas por las cámaras de seguridad del lugar. Finalmente, las chicas se convierten en una banda liderada por Britney Spears, y el club recobra la vida. No obstante, el vídeo musical fue objeto de una demanda por la empresa francesa Louis Vuitton, la cual sostuvo que la cantante utilizó su modelo patentado en el Hummer.
Pese a la demanda de Louis Vuitton, «Do Somethin'» registró varios logros comerciales. Se convirtió, rápidamente, en un éxito N.º 4 en Dinamarca e Irlanda, donde «Get Right» de Jennifer Lopez fue uno de los éxitos que le impidieron alcanzar posiciones más altas. Además de ello, se alzó como un top 10 instantáneo en Australia, la región de Flandes de Bélgica, el Reino Unido y Suecia; y en un modesto top 20 en Alemania, la región de Valonia de Bélgica, Noruega, los Países Bajos y Suiza. Concretamente, en el Reino Unido «Do Somethin'» debutó y marcó su peak, la semana del 6 de marzo de 2005, en la posición N.º 6 de la UK Singles Chart, donde se convirtió en el décimo sexto éxito top 10 de Britney Spears. En el mismo año, este recibió la certificación de Oro de la ARIA, tras vender más de elevadas 35 mil copias en Australia. Paralelamente, pese a que la canción no fue lanzada como sencillo en Estados Unidos, «Do Somethin'» se las arregló para ingresar por una semana a la Billboard Hot 100, donde ocupó la posición N.º 100.

## Listado de canciones
- Ediciones principales

| Estados Unidos |                                                      |          |  |
| N.º            | Título                                               | Duración |  |
| 1.             | «My Prerogative»                                     | 03:33    |  |
| 2.             | «Toxic»                                              | 03:18    |  |
| 3.             | «I'm a Slave 4 U»                                    | 03:23    |  |
| 4.             | «Oops!... I Did It Again»                            | 03:30    |  |
| 5.             | «Me Against the Music» (Featuring Madonna)           | 03:44    |  |
| 6.             | «Stronger»                                           | 03:23    |  |
| 7.             | «Everytime»                                          | 03:50    |  |
| 8.             | «...Baby One More Time»                              | 03:30    |  |
| 9.             | «(You Drive Me) Crazy» (The Stop Remix!)             | 03:16    |  |
| 10.            | «Boys» (The Co-Ed Remix/Featuring Pharrell Williams) | 03:44    |  |
| 11.            | «Sometimes»                                          | 04:05    |  |
| 12.            | «Overprotected» (The Darkchild Remix/Radio Edit)     | 03:18    |  |
| 13.            | «Lucky»                                              | 03:25    |  |
| 14.            | «Outrageous»                                         | 03:26    |  |
| 15.            | «I'm Not a Girl, Not Yet a Woman»                    | 03:51    |  |
| 16.            | «I've Just Begun (Having My Fun)»                    | 03:22    |  |
| 17.            | «Do Somethin'»                                       | 03:22    |  |
| 56:48          |                                                      |          |  |

| Reino Unido |                                                      |          |  |
| N.º         | Título                                               | Duración |  |
| 1.          | «My Prerogative»                                     | 03:33    |  |
| 2.          | «Toxic»                                              | 03:18    |  |
| 3.          | «I'm a Slave 4 U»                                    | 08:45    |  |
| 4.          | «Oops!... I Did It Again»                            | 03:30    |  |
| 5.          | «Me Against the Music» (Featuring Madonna)           | 03:44    |  |
| 6.          | «Stronger»                                           | 03:23    |  |
| 7.          | «Everytime»                                          | 03:50    |  |
| 8.          | «...Baby One More Time»                              | 03:30    |  |
| 9.          | «(You Drive Me) Crazy» (The Stop Remix!)             | 03:16    |  |
| 10.         | «Boys» (The Co-Ed Remix/Featuring Pharrell Williams) | 03:44    |  |
| 11.         | «Sometimes»                                          | 04:05    |  |
| 12.         | «Overprotected»                                      | 03:18    |  |
| 13.         | «Lucky»                                              | 03:25    |  |
| 14.         | «Outrageous»                                         | 03:26    |  |
| 15.         | «Don't Let Me Be the Last to Know»                   | 03:50    |  |
| 16.         | «Born to Make You Happy»                             | 04:03    |  |
| 17.         | «I Love Rock 'N' Roll»                               | 03:05    |  |
| 18.         | «I'm Not a Girl, Not Yet a Woman»                    | 03:51    |  |
| 19.         | «I've Just Begun (Having My Fun)»                    | 03:22    |  |
| 20.         | «Do Somethin'»                                       | 03:22    |  |
| 67:20       |                                                      |          |  |

- Limited Edition: Remix Bonus Disc

| Estados Unidos |                                          |          |  |
| N.º            | Título                                   | Duración |  |
| 1.             | «Toxic» (Armand Van Helden Remix Edit)   | 06:24    |  |
| 2.             | «Everytime» (Hi-Bias Radio Remix)        | 03:26    |  |
| 3.             | «Breathe on Me» (Jacques Lu Cont Mix)    | 08:08    |  |
| 4.             | «Outrageous» (Junkie XL's Dancehall Mix) | 02:56    |  |
| 5.             | «Chris Cox Megamix»                      | 04:57    |  |
| 21:30          |                                          |          |  |

| Reino Unido |                                          |          |  |
| N.º         | Título                                   | Duración |  |
| 1.          | «Toxic» (Armand Van Helden Remix)        | 09:34    |  |
| 2.          | «Everytime» (Hi-Bias Radio Remix)        | 03:25    |  |
| 3.          | «Breathe on Me» (Jacques Lu Cont Mix)    | 08:09    |  |
| 4.          | «Outrageous» (Junkie XL's Dancehall Mix) | 02:55    |  |
| 5.          | «Stronger» (Miguel 'Migs' Vocal Mix)     | 06:31    |  |
| 6.          | «I'm a Slave 4 U» (Thunderpuss Club Mix) | 08:45    |  |
| 7.          | «Chris Cox Megamix»                      | 04:57    |  |
| 42:33       |                                          |          |  |

## Rankings de ventas de álbumes

### Semanales
| País              | Lista musical   | Primera semana | Posición de ingreso | Posición más alta | Semanas en la posición más alta | Semanas en la lista musical | Última semana |
| ----------------- | --------------- | -------------- | ------------------- | ----------------- | ------------------------------- | --------------------------- | ------------- |
| América           |                 |                |                     |                   |                                 |                             |               |
| Canadá            | Top 10 Albums   | 27-11-2004     | 3                   | 3                 | 1                               | 2                           | 04-12-2004    |
| Estados Unidos    | Billboard 200   | 27-11-2004     | 4                   | 4                 | 1                               | 31                          | 16-03-2013    |
| Europa            |                 |                |                     |                   |                                 |                             |               |
| Alemania          | Top 100 Albums  | 20-11-2004     | 4                   | 4                 | 1                               | 19                          | 09-04-2005    |
| Austria           | Top 75 Albums   | 21-11-2004     | 4                   | 4                 | 1                               | 16                          | 13-03-2005    |
| Bélgica (Flandes) | Top 100 Albums  | 13-11-2004     | 44                  | 5                 | 1                               | 26                          | 07-05-2005    |
| Bélgica (Valonia) | Top 100 Albums  | 13-11-2004     | 66                  | 2                 | 1                               | 30                          | 05-06-2005    |
| Dinamarca         | Top 100 Albums  | 19-11-2004     | 7                   | 2                 | 1                               | 14                          | 25-02-2005    |
| España            | Top 100 Álbumes | 09-01-2005     | 51                  | 51                | 1                               | 4                           | 30-01-2005    |
| Finlandia         | Top 40 Albums   | 20-11-2004     | 6                   | 2                 | 1                               | 15                          | 26-02-2005    |
| Irlanda           | Top 75 Albums   | 11-11-2004     | 1                   | 1                 | 1                               | 47                          | 25-06-2009    |
| Italia            | Top 100 Albums  | 11-11-2004     | 7                   | 7                 | 1                               | 11                          | 03-02-2005    |
| Noruega           | Top 40 Albums   | 16-11-2004     | 21                  | 4                 | 1                               | 10                          | 29-01-2005    |
| Países Bajos      | Top 100 Albums  | 13-11-2004     | 7                   | 7                 | 1                               | 18                          | 12-03-2005    |
| Polonia           | Top 50 Albums   | 22-11-2004     | 23                  | 23                | 1                               | 4                           | 20-12-2004    |
| Portugal          | Top 30 Albums   | 09-11-2004     | 6                   | 5                 | 1                               | 14                          | 15-02-2005    |
| Reino Unido       | Top 75 Albums   | 14-11-2004     | 2                   | 2                 | 1                               | 23                          | 29-01-2006    |
| Suecia            | Top 60 Albums   | 18-11-2004     | 15                  | 14                | 1                               | 15                          | 24-12-2005    |
| Suiza             | Top 100 Albums  | 21-11-2004     | 6                   | 6                 | 1                               | 15                          | 27-02-2005    |
| Oceanía           |                 |                |                     |                   |                                 |                             |               |
| Australia         | Top 50 Albums   | 28-11-2004     | 4                   | 4                 | 1                               | 16                          | 13-03-2005    |
| Nueva Zelanda     | Top 40 Albums   | 29-11-2004     | 17                  | 17                | 1                               | 8                           | 17-01-2005    |

| Predecesor: Greatest Hits de Robbie Williams | Top 75 Albums — Álbum N° 1 11 de noviembre de 2004 — 17 de noviembre de 2004 | Sucesor: Encore de Eminem |

### Anuales
| País           | Ranking        | Posición |
| -------------- | -------------- | -------- |
| América        |                |          |
| Estados Unidos | Billboard 200  | 74       |
| Europa         |                |          |
| Irlanda        | Top 20 Albums  | 8        |
| Reino Unido    | Top 200 Albums | 25       |
| Mundo          |                |          |
| Mundo          | Top 50 Albums  | 13       |

| País        | Ranking        | Posición |
| ----------- | -------------- | -------- |
| Europa      |                |          |
| Reino Unido | Top 200 Albums | 135      |

## Certificaciones
| País/Continente | Proveedor      | Año  | Certificación | Nivel | Simbolización | Ventas certificadas |
| América         |                |      |               |       |               |                     |
| Argentina       | CAPIF          | 2004 | Oro           | 1     | ●             | 20 000              |
| Canadá          | Music Canada   | 2023 | Platino       | 1     | ▲             | 100.000             |
| Estados Unidos  | RIAA           | 2016 | Platino       | 1     | ▲             | 1.500.000           |
| Asia            |                |      |               |       |               |                     |
| Japón           | RIAJ           | 2005 | Multi-Platino | 3     | 3▲            | 750.000             |
| Europa          |                |      |               |       |               |                     |
| Alemania        | BVMI           | 2013 | Oro           | 1     | ●             | 100.000             |
| Austria         | IFPI Austria   | 2004 | Oro           | 1     | ●             | 15 000              |
| Bélgica         | IFPI Bélgica   | 2005 | Platino       | 1     | ▲             | 50.000              |
| Dinamarca       | IFPI Dinamarca | 2005 | Platino       | 1     | ▲             | 40 000              |
| Europa          | IFPI           | 2004 | Platino       | 1     | ▲             | 1.000.000           |
| Finlandia       | IFPI Finlandia | 2005 | Platino       | 1     | ▲             | 30 000              |
| Francia         | SNEP           | 2005 | Oro           | 2     | 2●            | 200.000             |
| Hungría         | MAHASZ         | 2005 | Oro           | 1     | ●             | 15 000              |
| Italia          | FIMI           | 2005 | Platino       | 1     | ▲             | 60.000              |
| Noruega         | IFPI Noruega   | 2004 | Oro           | 1     | ●             | 20 000              |
| Reino Unido     | BPI            | 2013 | Platino       | 3     | 3▲            | 900.000             |
| Rusia           | NFPP           | 2011 | Multi-Platino | 2     | 2▲            | 20 000              |
| Suiza           | IFPI Suiza     | 2004 | Oro           | 1     | ●             | 20 000              |
| Oceanía         |                |      |               |       |               |                     |
| Australia       | ARIA           | 2018 | Multi-Platino | 7     | 7▲            | 490 000             |
| Nueva Zelanda   | RIANZ          | 2004 | Oro           | 1     | ●             | 7.500               |

## Créditos
| Edición estándar |                                   |                  |                                                               |
| Estados Unidos   |                                   |                  |                                                               |
| 1                | "My Prerogative"                  | Bloodshy & Avant | G. Griffin, T. Riley & B. Brown                               |
| 16               | "I've Just Begun (Having My Fun)" | Bloodshy & Avant | C. Karlsson, P. Winnberg, Henrik Jonback, M. Bell & B. Spears |
| 17               | "Do Somethin'"                    | Bloodshy & Avant | C. Karlsson, P. Winnberg, H. Jonback & A. Hunte               |